# Дніпро (видавництво)
«Дніпро́» — українське видавництво художньої літератури, яке за часів СРСР входило до п'ятірки найбільших видавництв світу й експортувало книги до 110 країн. Щороку видавало 250—255 назв книг загальним накладом близько 14 мільйонів примірників. Протягом другої половини 20 століття видавництво випустило понад 10 тисяч назв книжок загальним накладом з 600 мільйонів примірників. У «Дніпрі» вперше були випущені романи «Собор» Олеся Гончара, «Мальви» Романа Іваничука, «Вербівчани» Арсена Іщука, збірки Василя Симоненка та Івана Драча. Видавництво сприяло становленню української школи художнього перекладу. Загалом були перекладені книги з понад 100 іноземних мов.

## Історія становлення

### 1919—1930
23 січня 1919 року було вирішено утворити Видавниче бюро Народного комісаріату освіти УСРР, яке мало видавати агітаційно-пропагандистську, культурно-масову, науково-популярну й наукову літературу та підручники; постачати нею Українське центральне агентство з постачання та розповсюдження творів друку (Укрцентраг).
Для більш широкого розгортання видавничої діяльності в республіканському масштабі Видавниче бюро Наркомосвіти УСРР та деякі інші видавництва, а також Укрцентраг на початку травня 1919 перейшли у відання Всеукраїнського видавництва при ВУЦВК (Всевидав). Саме з Всевидаву розпочалася історія видавництва «Дніпро» як видавництва художньої літератури.
Хоч упродовж 1919 року Всевидав займався переважно організаційними справами, провадив велику роботу зі згуртування авторських колективів, залучення видавничих працівників, редакторів, перекладачів, укладав угоди з авторами на придбання їхніх творів, оригінальних і перекладних, для видання, з рецензентами та упорядниками, друкувалися твори українською, російською та єврейською мовами. Редакційно-видавничий відділ Всевидаву посідав центральне місце в його діяльності та складався з канцелярії, мистецького відділу з секціями (тобто редакціями): української літератури, російської, іноземної та перекладної літератури, єврейської літератури; підвідділу популярної літератури; підвідділу наукової літератури; підвідділу періодичної преси та технічного підвідділу.
Події громадянської війни у 1919 році на півроку перервали діяльність Всевидаву, поновити яку вдалося лише 1920 року вже у Харкові. 18 серпня 1920 року Президія ВУЦВК затвердила Положення про Всеукраїнське державне видавництво (Всеукрдержвидав), на яке, як центральне відомство при ВУЦВК, були покладені функції відання у загальнодержавному масштабі організацією всієї видавничої справи та розповсюдженням усіх видів друкованих творів. Очільником колегії Всевидаву був призначений В. Еллан-Блакитний. Більшість видань часів громадянської війни становила політична і агітаційно-пропагандистська література — книжки з соціально-економічних і політичних питань, декрети, розпорядження, відозви і звернення уряду, плакати, гасла. Але увага приділялась також і виданню художніх творів. У переважній більшості видавались і перевидавались твори класиків української, російської і світової літератури, твори письменників передреволюційних часів. Але, як свідчать документи, друкувалися і твори молодих письменників, які в той час починали свою літературну творчість.
26 квітня 1921 року Всеукрдержвидав був переданий до відання Народного комісаріату освіти, а прийняте 30 серпня 1922 року ВУЦВК нове положення про видавництво доповнило його функції, а також перейменувало його на Державне видавництво України (ДВУ), у складі якого існувало видавництво художньої літератури. За перші п'ять років існування повідомляв, що за цей період було видано понад 2000 назв (в тому числі художньої літератури — понад 200 назв) різних книжок загальним накладом майже 27 мільйонів примірників, 16 мільйонів або 60,9 % яких становили українські книжки.
Відповідно до рішення ВУЦВК і Раднаркому УСРР від 5 січня 1925 року ДВУ визначався органом Народного комісаріату освіти УСРР (Наркомосвіти), на який було покладено виконання культосвітніх і політико-педагогічних завдання комісаріату в галузі видання і розповсюдження творів друку. На чолі ДВУ стояло правління у складі голови та двох членів, що призначались Наркомосвіти. Редакційний відділ видавництва складався з дванадцяти секцій (редакцій). 8 квітня 1926 ВУЦВК затвердив статут видавництва.

### 1930—1934
Реконструкція народного господарства, зростаючі потреби культурно-політичного та господарського життя країни викликали необхідність реорганізації видавничої справи. На той час крім ДВУ існувало чимало кооперативних, відомчих, партійних та профспілкових видавництв, як то «Книгоспілка», «Час», «Рух», «Пролетарій», «Український робітник» та інші. Реорганізація видавничої справи була здійснена в серпні 1930 року шляхом об'єднання ДВУ з іншими видавництвами і було створено Державне видавниче об'єднання України (ДВОУ), статут якого був затверджений Раднаркомом УРСР 13 листопада 1930 року. До складу ДВОУ входили типізовані державні видавництва: 
- Видавництво підручників «Радянська школа»;
- Держтехвидав;
- Сільськогосподарське видавництво;
- Видавництво соціально-економічної літератури «Пролетар»;
- Видавництво дитячої та юнацької літератури «Молодий більшовик»;
- Видавництво «Література і мистецтво»;
- Медичне видавництво;
- Видавництво військової і фізкультурної літератури «На варті»;
- Видавництво професійно-робітничої літератури «Український робітник».

Крім цього до складу ДВОУ входили поліграфічні підприємства, підприємство для збуту видавничої продукції «Книгоцентр», наукові та навчальні заклади. На чолі об'єднання стояло правління в складі голови, двох заступників і дванадцяти членів. Одночасно були розроблені статути видавництв, що входили до ДВОУ.
Згодом і ця реорганізація виявилася недостатньою. З метою наблизити керівництво спеціалізованими видавництвами з боку відповідних наркоматів постановою Раднаркому УРСР від 21 березня 1934 було вирішено ліквідувати ДВОУ з одночасною передачею спеціалізованих видавництв до відання відповідних наркоматів. У системі Наркомосвіти УРСР залишилися видавництва педагогічної літератури «Радянська школа», художньої літератури «ЛІМ», видавництво плакатів, портретів, нот, «Мистецтво» та видавництво дитячої літератури. Таким чином, видавництво художньої літератури, почавши свій шлях в 1919 році, як редакція в системі Всевидаву, зазнавши ряд реорганізацій і перетворень, у 1930 році відчуло відносну самостійність в межах ДВОУ.

### 1934—1964
Після ліквідації ДВОУ У 1934 році, видавництво працювало як самостійне типізоване видавництво «Література і мистецтво», згодом як державне видавництво «Художня література», а з 1936 РОКУ, після об'єднання з видавництвом «Радянська література», як Державне літературне видавництво (Держлітвидав), яке до 1940 входило в систему Наркомосвіти УРСР, а з 1940 підпорядковувалося Раді Міністрів УРСР.
Під час німецько-радянської війни Держлітвидав входив до складу Українського державного видавництва (Укрдержвидав), а після війни з початку 1946 року поновив роботу як самостійне видавництво. У видавництві працювали редакції журналів «Радянська Україна», «Всесвіт», «Вітчизна», газета «Літературна Україна», які у січні 1963 року були передані на баланс видавництва «Радянський письменник».
У 1964 році видавництво дістало назву «Дніпро».

## Назви
- 1919 — Видавництво художньої літератури
- 1922—1929 — Державне видавництво художньої літератури (в складі Державного видавництва України[3][4][5])
- 1930—1934 — «Література і мистецтво» (в складі Державного видавничого об'єднання України)
- 1934—1935 — «Художня література»
- 1936—1964 — Державне видавництво художньої літератури (1941—1945 — у складі Українського державного видавництва)
- з 1964 — «Дніпро»:
  - 1964—1970 — Видавництво художньої літератури «Дніпро»
  - 1970—1994 — Республіканське видавництво художньої літератури «Дніпро»
  - з 1994 — Державне спеціалізоване видавництво художньої літератури «Дніпро»[6].

## Керівники
- Борецький Олександр Васильович (1946-?)
- Бандура Олександр Іларіонович (1953-1963, 1967-1983)
- Терещенко Микола Іванович (1963-1966)
- Біленко Володимир Васильович (1983-1987)
- Сергійчук Тарас Іванович (1987-2000)
- Войтович Володимир Степанович (2000-2011)
- Кудрявцев Олександр Семенович (з 2011)[7]